# Roomes
Roomes Fashion and Home is een warenhuis in Upminster, in de regio Groot-Londen, dat sinds 2009 als een afzonderlijk onderdeel wordt geëxploiteerd door de Morleys Stores -groep.

## Geschiedenis
In 1888 opende stoffenhandelaar James Roome een eerste winkel op Green Street, Upton Park in Londen. De winkel verkocht van alles, van fournituren tot huishoudelijke artikelen en van kleding tot korsetten. James Roome stierf in 1913 en zijn zoon, M.B. Roome, nam het bedrijf over en hernoemde het naar James Roome & Son. Deze winkel werd gesloten in 1935. Op 1 oktober 1927 werd een winkel geopend aan de westzijde van Station Road in Upminster, en deze werd in 1937 uitgebreid. Roome verwierf een nieuwe winkel aan Station Road 45-47, waar het huidige warenhuis staat. In 1939 werden naastgelegen gebouwen aangekocht, maar met het uitbreken van de Tweede Wereldoorlog werden de ontwikkelingen stopgezet. In 1953 werd een andere winkel geopend net ten noorden van de locatie Station Road, aan de andere kant van Branfill Road. Deze twee winkels verkochten mode en huishoudartikelen.
Gedurende de jaren 1990 werd doorlopend in de ontwikkeling van het bedrijf geïnvesteerd. Er werd een terrein gekocht aan Station Road 22-24, waar in 2001 een meubelwinkel geopend, die oorspronkelijk bekend was als "Roomes apart".
De winkel voor huishoudelijke artikelen werd in 2007 afgebroken, waarna hier een Marks & Spencer Simply Food -vestiging opende.
De overige winkels werden hierna omgebouwd en uitgebreid om de afdelingen uit het afgebroken filiaal te huisvesten. De verkoopvloeren van het warenhuis aan Station Road 41-49 werden gemoderniseerd en de winkelpui werd vernieuwd.
In 2009 werd de onderneming geplitst en werd het niet-meubelgedeelte van het bedrijf, dat inmiddels in één gebouw was ondergebracht, verkocht aan Morleys Stores. Het filiaal bleef handelen onder het merk Roomes als Roomes Fashion and Home. De meubelzaak handelt sindsdien onder de naam Roomes Furniture and Interiors.